# Adem Boudjemline
Adem Boudjemline (in arabo أدم بوجملين‎?; Sétif, 28 febbraio 1994) è un lottatore algerino, specializzato nella lotta greco-romana.

## Palmarès
- Giochi del Mediterraneo

Tarragona 2018: argento nei 97 kg.
- Giochi panafricani

Brazzaville 2015: oro negli 85 kg.
- Giochi della solidarietà islamica

Baku 2017: bronzo negli 85 kg.